# Juan Tepano
Juan Tepano Rano ʻa Veri ʻAmo (4 de marzo de 1867 - 8 de noviembre de 1947) fue un líder Rapa Nui de la Isla de Pascua. Se desempeñó como informante para académicos occidentales sobre la cultura e historia de la isla.

## Familia
Nació el 4 de marzo de 1867 y era de ascendencia Rapa Nui completa. Su padre fue Iovani Rano. Fue criado por su abuela (a veces llamada su madre) Veri ʻAmo (o Veriamo), quien nació en 1830 y falleció en 1936, y todavía era recordada cuando los habitantes de la isla podían recitar el guion Rongorongo.
Originalmente llamado Tepano Rano, posteriormente adoptó Juan (como se le llamaba mientras estaba en Chile) como su primer nombre y usó su nombre bautismal Tepano (Stephen) como su apellido. Era de la clan Tupahotu, mientras que su abuela era del clan Ureohei.

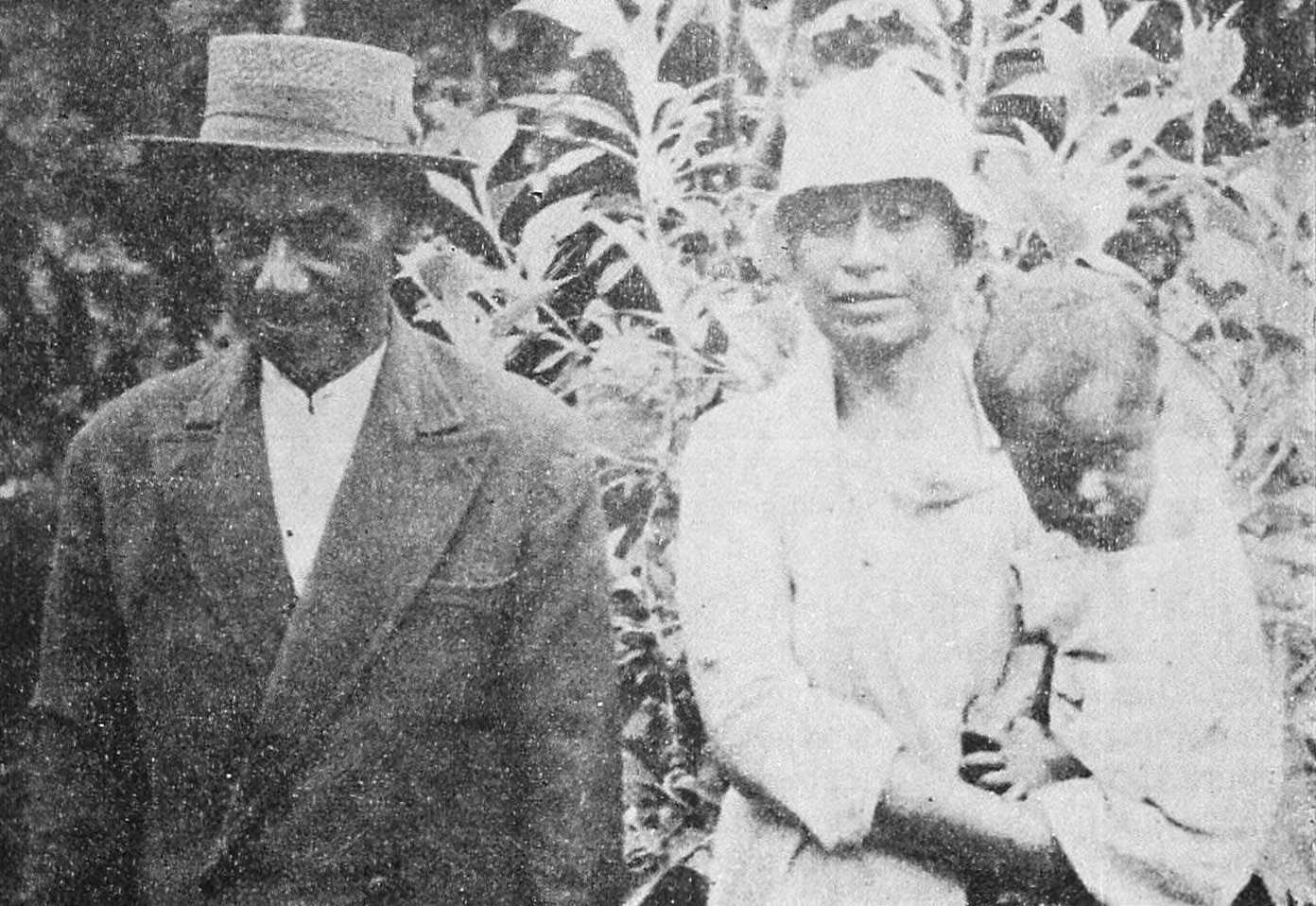
Juan Tepano, su esposa María ‘Aifiti Engepito Ika Tetono y su hijo

Tepano se casó con María ‘Aifiti Engepito Ika Tetono, hija del rey Enrique Ika (r. 1900) y miembro del clan Miru.

## En Chile
Tepano acompañó al último Rey Rapa Nui Simeon Riro Kāinga a Valparaíso a finales de 1898 o principios de 1899 para expresar sus quejas contra la compañía Enrique Merlet, que poseía gran parte de la tierra junto con el gobierno chileno que había anexado la Isla de Pascua.  La delegación fue recibida por los hombres de Merlet, Jeffries y Alfredo Rodríguez, en una taberna local donde se indujo al rey a beber en exceso. Al día siguiente, se les informó que el rey había sido enviado a un hospital y había muerto por envenenamiento por alcohol. Merlet afirmó que el joven rey se embriagó hasta la muerte, mientras que la tradición oral Rapa Nui sostiene que fue envenenado por orden de Merlet mientras estaba en el hospital.
Se rumorea que el y otros dos soldados Rapa Nui viajaron a Chile para unirse al Regimiento Maipo del Ejército Chileno. El antropólogo estadounidense Grant McCall puso en duda su servicio militar, señalando: "Hay una historia sin sentido de que sirvió en el regimiento Maipo del ejército chileno en la Guerra del Pacífico."

## Vida posterior

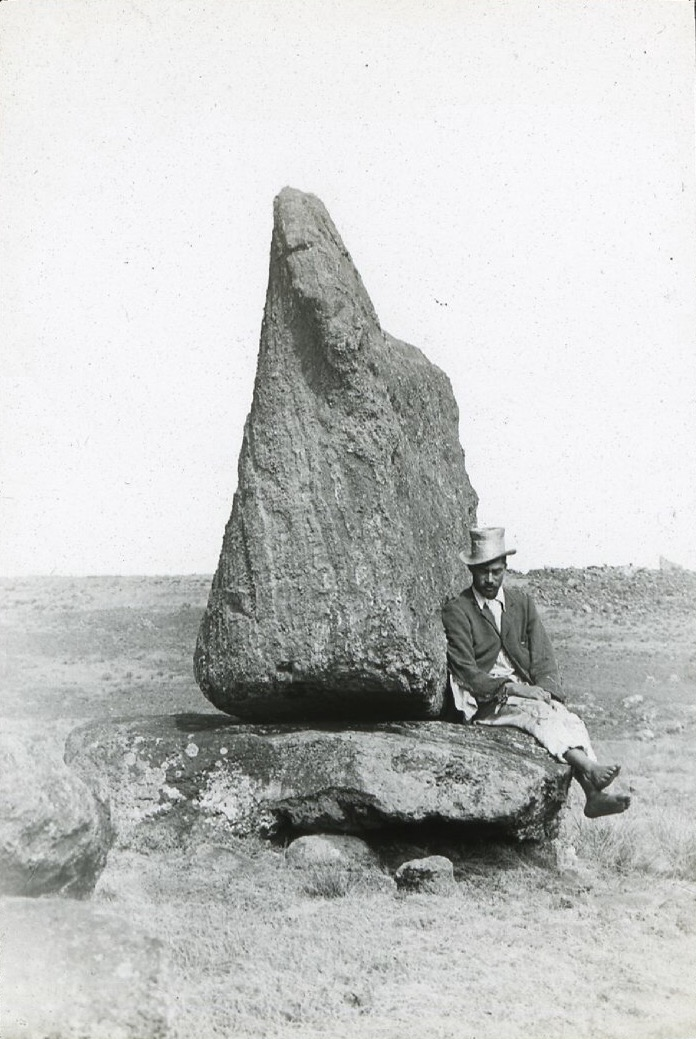
Juan Tepano sentado junto a un moai roto en Ahu Tongariki

Para 1901, Tepano había regresado a la Isla de Pascua después de supuestamente servir en el Ejército Chileno. Fue nombrado por Henry Percy Edmunds, el gerente de la compañía y subdelegado marítimo colonial de Chile, como cacique, o jefe de aldea en 1902. Se convirtió en el mediador de la comunidad indígena en Hanga Roa y la base de la compañía en Mataveri. Oficiales de la corbeta naval chilena Baquedano intentaron proclamarlo "rey" en abril de 1911, pero ninguno de los habitantes de la isla, incluido Tepano mismo, tomó la ceremonia en serio.
Tepano actuó como uno de los informantes y traductores de la antropóloga inglesa Katherine Routledge durante su Expedición Mana a la Isla de Pascua de 1914-1915. Tenía un conocimiento básico del inglés pidgin y hablaba una mezcla de español, inglés, tahitiano y rapanui. Routledge intentó aprender Rongorongo de Tepano y de los habitantes mayores, pero Tepano admitió más tarde que no tenía conocimiento de ello, mientras que la mayoría de los residentes mayores solo tenían conocimiento de segunda mano del misterioso guion. También se notó que tenía dificultades para comprender el Rapa Nui antiguo (el idioma no contaminado hablado por la generación mayor).
También actuó como uno de los informantes para el antropólogo suizo Alfred Métraux, quien visitó la isla entre 1934 y 1935.
Tepano falleció el 8 de noviembre de 1947, a la edad de 80 años.